# Реинтродукция
Реинтродукция — переселение и заселение вновь диких животных и растений определённого вида на территорию, где они ранее обитали и произрастали, но откуда по каким-либо причинам исчезли, для создания новой и устойчивой популяции. Не следует путать реинтродукцию с реакклиматизацией, поскольку это разные понятия.

## Цели и задачи
Реинтродукция применяется как метод восстановления редких и исчезающих видов животных и растений в естественных местах обитания.
При Международном союзе охраны природы (IUCN), в Комиссии по выживанию видов (SSC) работает Группа специалистов по реинтродукции (RSG). Необходимость создания этой группы была продиктована увеличением числа случаев, когда те или иные виды исчезающих растений и животных могли быть восстановлены только с помощью реинтродукции.

## Методы реинтродукции

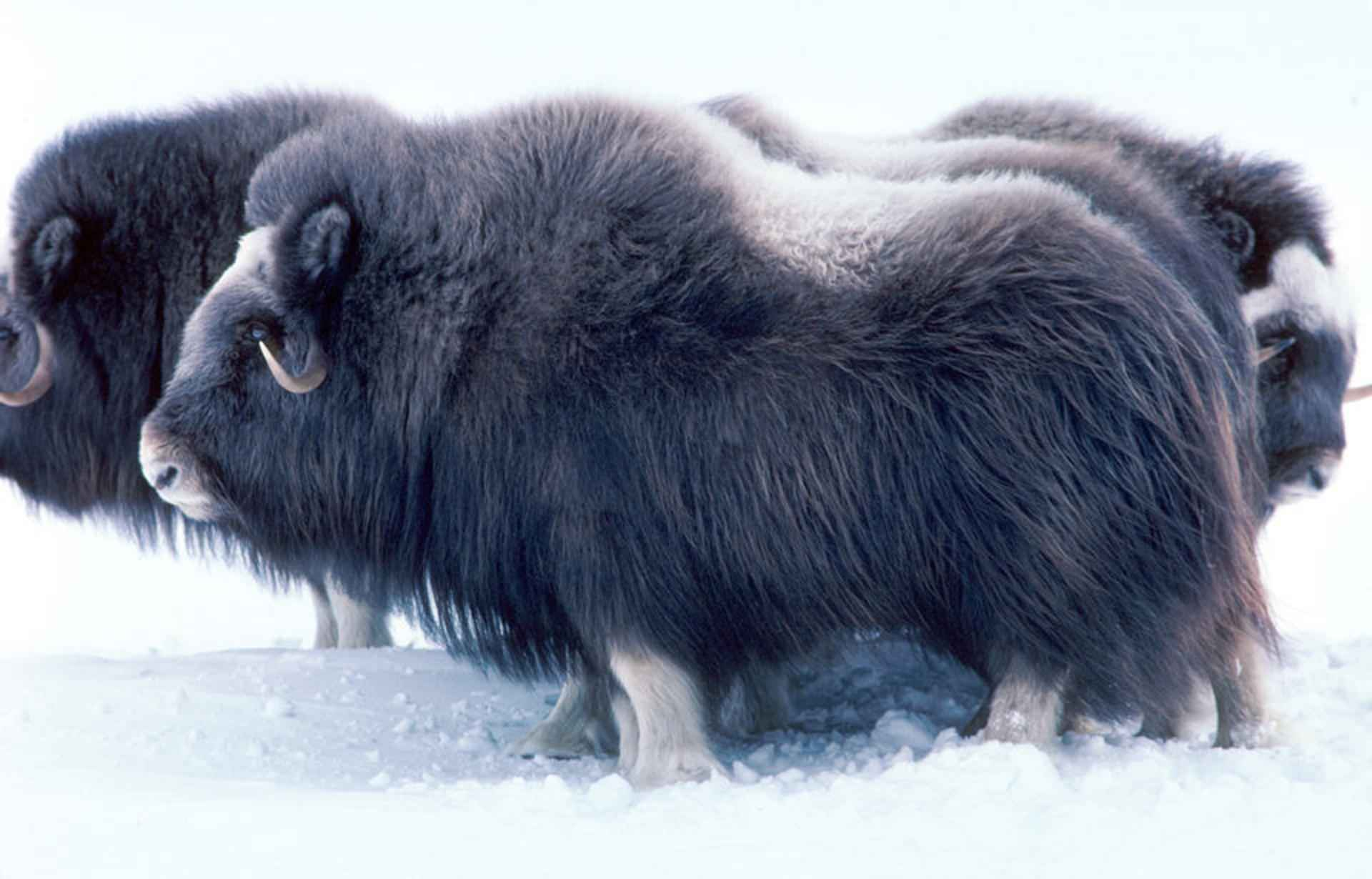
Овцебыки

Для реинтродукции используются дикие особи, перевезенные из других мест, и/или выращенные человеком (в питомниках, зоопарках, ботанических садах и т. п.). В большинстве случаев реинтродукция заключается в возврате видов, ранее обитавших в данной местности, но потом исчезнувших по вине человека. Исключения составляют случаи заселения видами, исчезнувшими с части своего ареала не по вине человека, а вследствие естественных причин. Например, переселение в 1970-е годы стада овцебыков из Гренландии на полуостров Таймыр, где эти животные обитали во время ледникового периода, но вымерли по неизвестным причинам.
Для реинтродукции растений применим тот же принцип. Виды растений, находящиеся под угрозой на какой-либо территории привозят туда из других местностей или высаживают искусственно выращенные растения.

## Успехи реинтродукции животных

### Переднеазиатский леопард

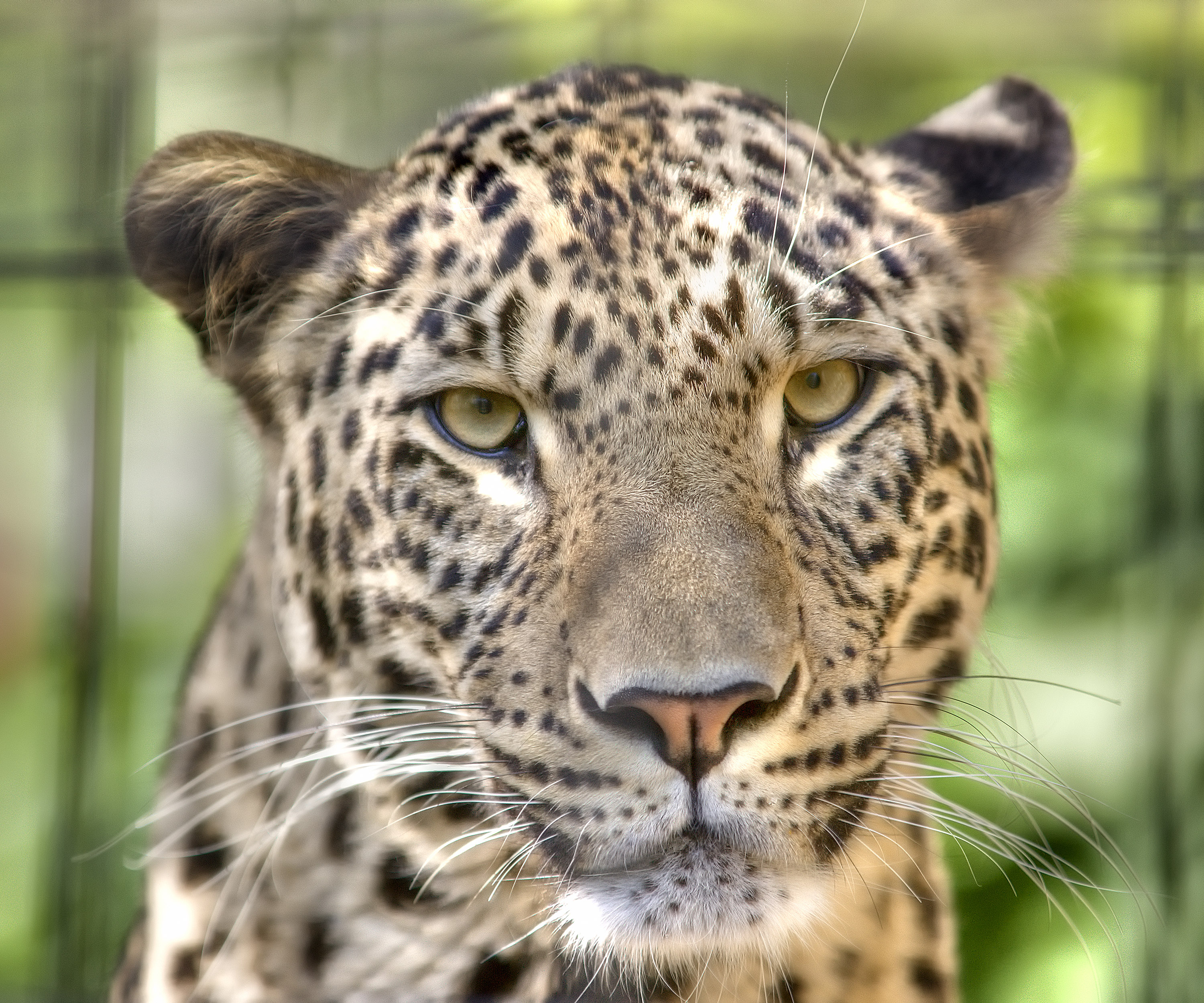
Переднеазиатский леопард

Программа реинтродукции переднеазиатского леопарда, осуществляемая WWF на Кавказе. Особи этого вида ещё сохранились в Туркмении, на Кавказе они были полностью истреблены людьми. По программе несколько особей леопарда завезены из Туркмении на Кавказ, где на охраняемой территории созданы вольеры для содержания и размножения животных. После формирования в неволе группы животных в количестве, достаточном для основания природной популяции, они будут выпущены в природные условия. Первый выпуск переднеазиатских леопардов из питомника в Сочинском национальном парке в дикую природу Кавказа состоялся 15 июля 2016 года.

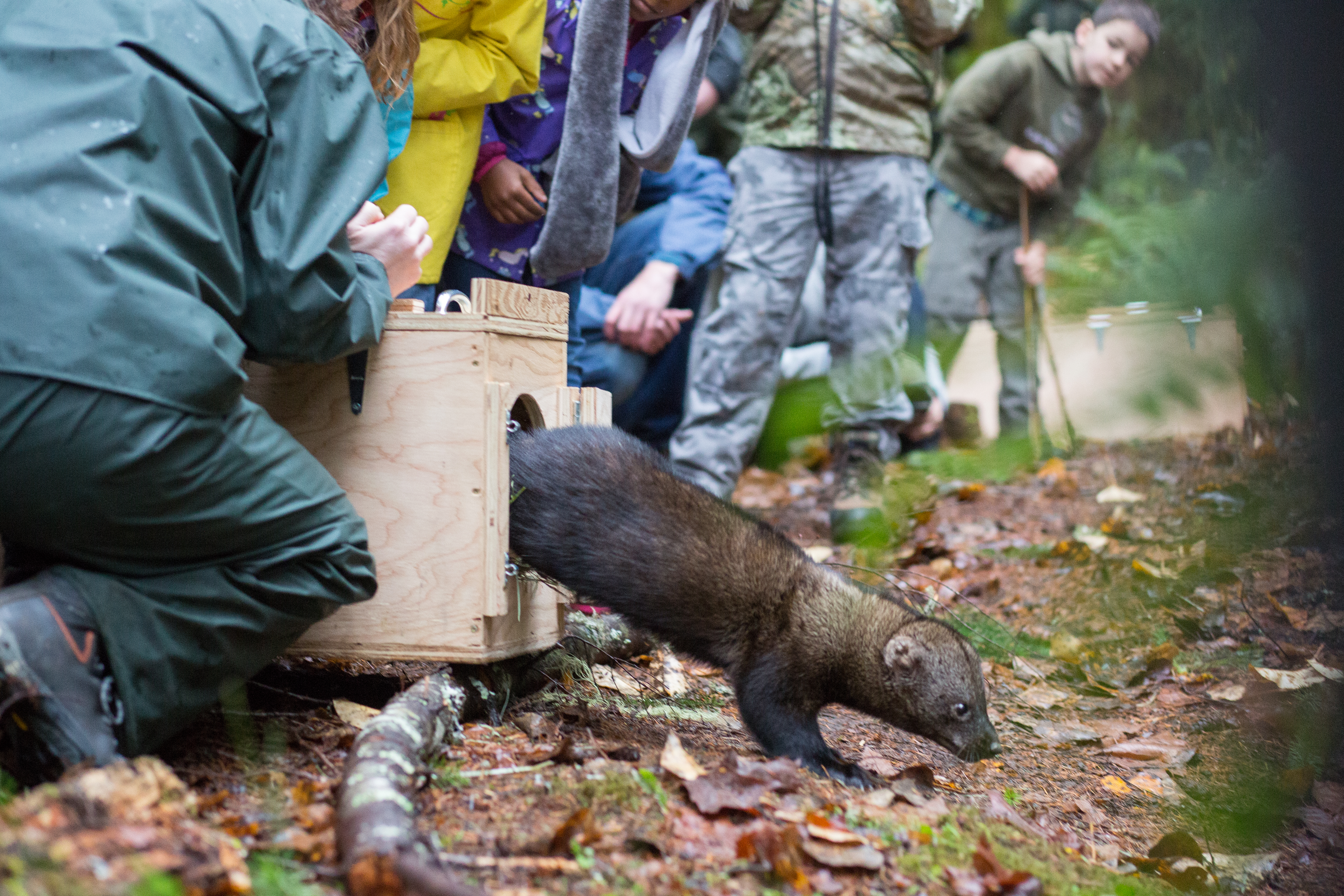
Реинтродукция пекана в Национальном лесу Джиффорд-Пинчот, где этот вид отсутствовал более 70 лет

### Лань
Иранская лань реинтродуцирована в Израиле.

### Гепард
Гепард реинтродуцирован в Свазиленде.

### Зубр
Зубр реинтродуцирован в России, Польше, Белоруссии, Германии.

### Лошадь Пржевальского

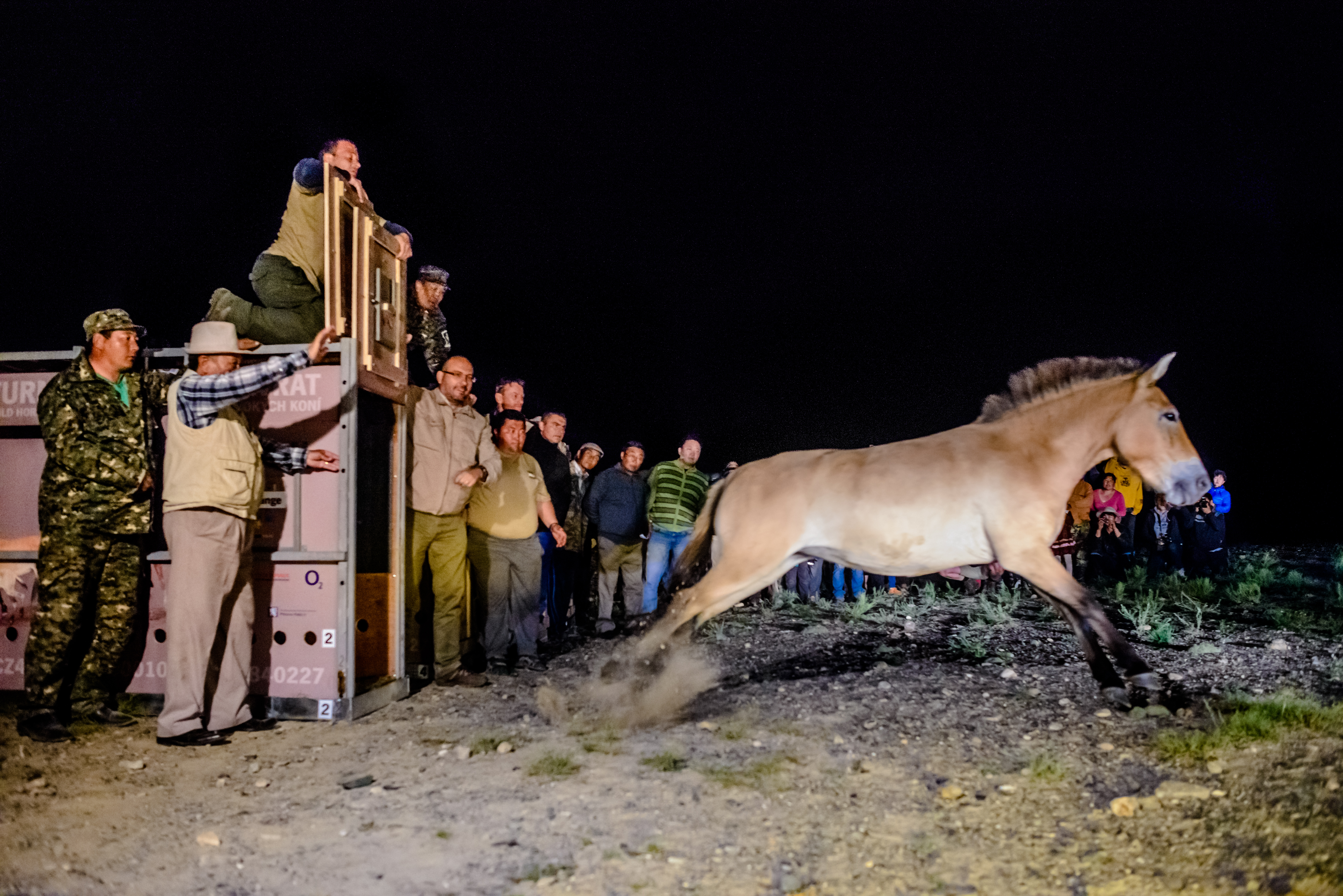
Выпуск в природу лошади Пржевальского в Монголии в рамках программы по реинтродукции диких лошадей

Лошадь Пржевальского реинтродуцирована в Монголии, Венгрии, России. Есть проекты реинтродукции в Китае и Казахстане, поддержка генетической линии во Франции.

### Бизон
- Реинтродукция бизонов в Сибири
- Плейстоценовый парк в Якутии — проект восстановления экосистемы с помощью реинтродукции животных

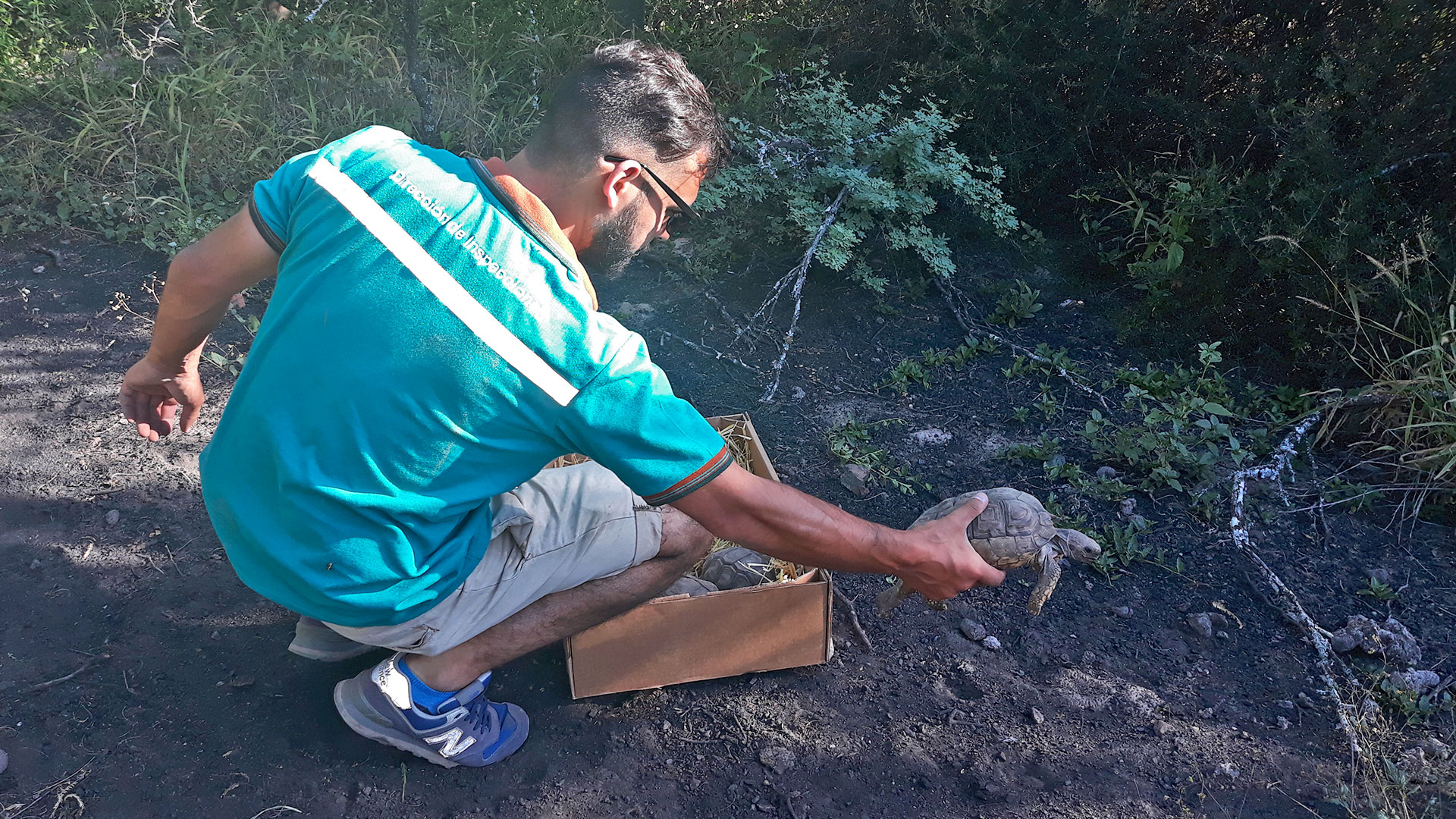
Выпуск в природу аргентинской черепахи в Аргентине

## Проблемы реинтродукции животных
Реинтродукция видов — это сложная программа, так как животные, выращенные в неволе, утрачивают навыки выживания в дикой природе. Учёным нужно тщательно планировать подобные программы, правильно готовить их к выпуску и затем отслеживать состояние новой популяции, пока она не станет естественно устойчивой, а также влияние новой популяции на экосистему.
Такой процесс постепенной адаптации выращенных в неволе животных к условиям естественной среды обитания называется реакклиматизация. В большинстве случаев реакклиматизация является необходимым и очень важным и ответственным начальным этапом реинтродукции диких животных.